# Khalanasy Vallis
La Khalanasy Vallis è una struttura geologica della superficie di Venere.